# Fabio Coltorti
Fabio Coltorti (Kriens, 3 dicembre 1980) è un ex calciatore svizzero, di ruolo portiere.

## Carriera

### Club
Ha militato dal 2005 al 2007 nella squadra svizzera del Grasshoppers, dopo aver vestito la maglia del SC Kriens (Svizzera) dalle giovanili fino al 2001, quella del FC Sciaffusa (Svizzera) dal 2001 al 2003 e quella del FC Thun dal 2003 al 2005.
Ha giocato anche in Spagna nel Racing e in Germania nel RB Lipsia con cui ha segnato un gol.

### Nazionale
È stato incluso nel quadro della nazionale per i Mondiali di Germania 2006.

## Palmarès

### Club

#### Competizioni regionali
- Fußball-Regionalliga: 1

RB Lipsia: 2012-2013

## Statistiche

### Cronologia presenze e reti in nazionale
| Cronologia completa delle presenze e delle reti in nazionale ― Svizzera | Cronologia completa delle presenze e delle reti in nazionale ― Svizzera | Cronologia completa delle presenze e delle reti in nazionale ― Svizzera | Cronologia completa delle presenze e delle reti in nazionale ― Svizzera | Cronologia completa delle presenze e delle reti in nazionale ― Svizzera | Cronologia completa delle presenze e delle reti in nazionale ― Svizzera | Cronologia completa delle presenze e delle reti in nazionale ― Svizzera | Cronologia completa delle presenze e delle reti in nazionale ― Svizzera |
| Data                                                                    | Città                                                                   | In casa                                                                 | Risultato                                                               | Ospiti                                                                  | Competizione                                                            | Reti                                                                    | Note                                                                    |
| ----------------------------------------------------------------------- | ----------------------------------------------------------------------- | ----------------------------------------------------------------------- | ----------------------------------------------------------------------- | ----------------------------------------------------------------------- | ----------------------------------------------------------------------- | ----------------------------------------------------------------------- | ----------------------------------------------------------------------- |
| 1-3-2006                                                                | Glasgow                                                                 | Scozia                                                                  | 1 – 3                                                                   | Svizzera                                                                | Amichevole                                                              | -1                                                                      | 46’                                                                     |
| 31-5-2006                                                               | Lancy                                                                   | Svizzera                                                                | 1 – 1                                                                   | Italia                                                                  | Amichevole                                                              | -                                                                       | 46’ 66’                                                                 |
| 16-8-2006                                                               | Vaduz                                                                   | Liechtenstein                                                           | 0 – 3                                                                   | Svizzera                                                                | Amichevole                                                              | -                                                                       | 46’                                                                     |
| 6-9-2006                                                                | Lancy                                                                   | Svizzera                                                                | 2 – 0                                                                   | Costa Rica                                                              | Amichevole                                                              | -                                                                       | 46’                                                                     |
| 11-10-2006                                                              | Vienna                                                                  | Austria                                                                 | 2 – 1                                                                   | Svizzera                                                                | Amichevole                                                              | -                                                                       | 46’                                                                     |
| 22-3-2007                                                               | Fort Lauderdale                                                         | Giamaica                                                                | 0 – 2                                                                   | Svizzera                                                                | Amichevole                                                              | -                                                                       |                                                                         |
| 22-8-2007                                                               | Lancy                                                                   | Svizzera                                                                | 2 – 1                                                                   | Paesi Bassi                                                             | Amichevole                                                              | -1                                                                      |                                                                         |
| 13-10-2007                                                              | Zurigo                                                                  | Svizzera                                                                | 3 – 1                                                                   | Austria                                                                 | Amichevole                                                              | -1                                                                      |                                                                         |
| Totale                                                                  |                                                                         | Presenze                                                                | 8                                                                       |                                                                         | Reti                                                                    | -3                                                                      |                                                                         |